# Templo de San Cristóbal (Puebla)
El Templo de San Cristóbal es un templo religioso de culto católico que pertenece a la jurisdicción eclesiástica de la Arquidiócesis de Puebla de los Ángeles, bajo la advocación de la Purísima Concepción. Su exuberante decoración de muros, bóvedas y cúpula, a base de yeserías representa el antecedente de la Capilla del Rosario. Las torres del templo de San Cristóbal, destruidas durante el sitio que vivió la ciudad en 1856, fueron reconstruidas casi cien años después (entre 1951 y 1958) bajo la supervisión del ingeniero Felipe Spota Marchesa y de la mano del escultor Jesús Corro Soriano. Por su factura reciente desde entonces, se le denominó como “torres niñas”.

## Historia
El Templo de San Cristóbal fue concebido en 1604 para dar servicio espiritual al hospital y cuna de niños expósitos ubicado a un costado. Este fue fundado por don Cristóbal de Rivera cura de Tlacotepec, y su hermana María, quienes destinaron fondos considerables para su fundación. Se contaba que el motivo fue que "yéndose a recoger una noche, vio estar unos canes comiéndose una criatura". El hospital recibió el nombre de San Cristóbal no por el santo, sino por su fundador don Cristóbal, no obstante hay en su atrio una imagen de este santo cargando al niño Jesús. 
Al principio solo fue una capilla hasta 1666 o 1676 que empezó edificarse siendo construida por el arquitecto  Carlos García Durango y costeada por Francisco Guadalajara y el alguacil mayor de Puebla, Alonso Raboso quien murió a causa de la peste en 1680. El templo fue consagrado y dedicado con toda solemnidad el 8 de diciembre de 1687, día de la Purísima Concepción por el obispo Manuel Fernández de Santa Cruz quien ordenó además reedificar la casa y el hospital de San Cristóbal.
El templo fue consagrado, según Veytia a la Purísima Concepción de la Virgen y es a esta advocación la que se refiere la inscripción latina hallada en la clave del arco de la portada en una lápida oval, que reza: "Concepciotva dei genitrix Virgo gavdivm Annvnciavit Vniverso Mvundo Ex Te Enim Ortvs" (est sol iustitiae, Christus Deus noster) cuya traducción en castellano es: "Tu concepción Madre de Dios, anuncio alegría al mundo entero. Pues de ti nació (el sol de la justicia, Cristo nuestro Dios)" estando la inscripción incompleta.

### Historia del hospital de niños expósitos
El hospital se llamó de San Cristóbal en honor de su fundador, tuvo como finalidad de recibir a los niños expósitos o huérfanos con el fin de que personas caritativas los adoptasen. Los jueves santos eran mostrados al público para que vieran el aseo y limpieza con la que se les trataba. La dirección estaba a cargo de un rector que generalmente era un sacerdote y de una matrona como rectora, que vigilaba a las amas o chichihuas (de chichi "mamar"). Desde mediados del siglo XIX el instituto estuvo a cargo de las Hermanas de la Caridad de San Vicente de Paul quienes instituyeron la obra de los niños expósitos. Estas mismas hermanas estaban encargadas del Hospital de San Pedro y el Colegio de San Vicente de Paul, pero fueron expatriadas en 1875 por un conflicto entre ellas y el Gobierno. Sin embargo siguió sirviendo de orfanatorio hasta el 1 de octubre de 1921 en que el Hospicio se encargó de los niños.

## Arquitectura

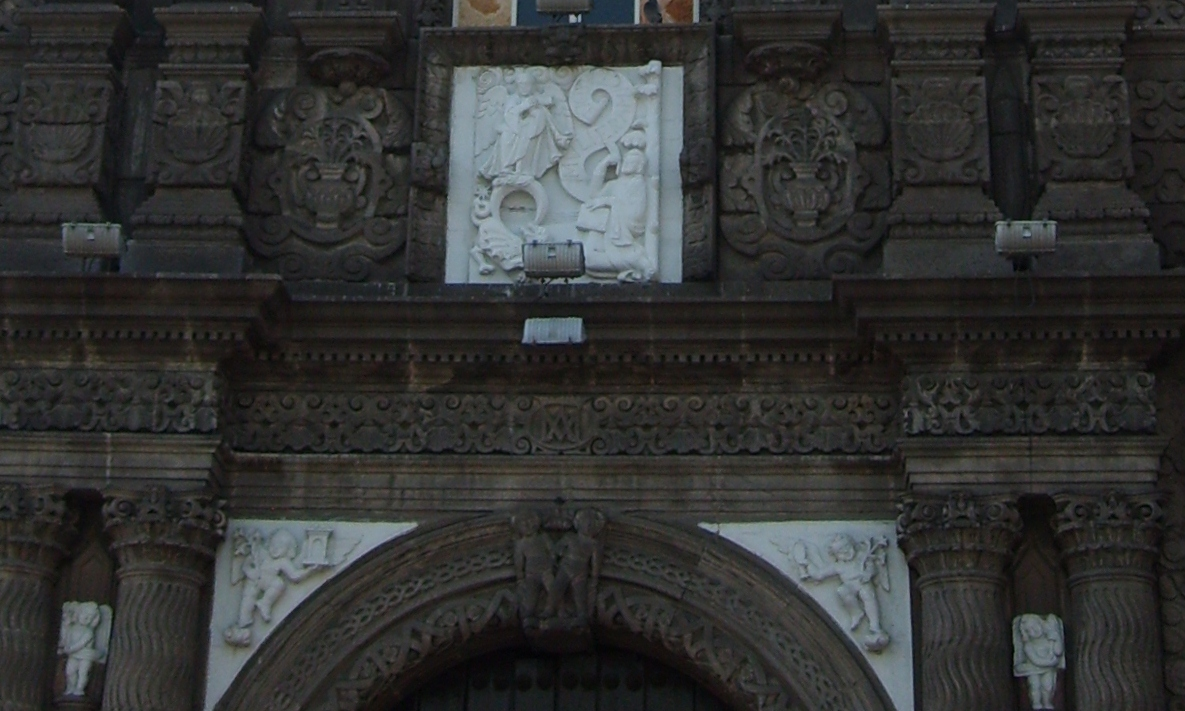
Alto relieve sobre el portal de San Cristóbal, San Juan Evangelista escribiendo el Apocalipsis en Patmos.

Su planta es de forma de cruz latina que comienza con un coro en la entrada y culmina en un ábside plano. La nave principal está cubierta por cinco bóvedas de arista que poseen vanos rectangulares y una cúpula semiesférica situada en el crucero ornada en azulejos amarillos y azules que descanza sobre un tambor octagonal, el cual está coronado por una linternilla igualmente octagonal ricamente decorado. 
Por su originalidad arquitectónica y decorativa, el Templo de San Cristóbal marcó un hito en la desarrollo del arte novohispano sirviendo como ejemplo a seguir para la posterior decoración de muchos otros templos erigidos en la región de Puebla y Tlaxcala y sin duda influyó a quienes diseñaron la soberbia Capilla del Rosario que fue consagrada tres años después.

### Fachada
Su estupenda portada de basalto gris esta profusamente decorada con finos relieves. Su portal está enmarcado por dos pares de recias columnas corintias con estrías ondulantes. Destaca su relieve en mármol que representa a San Juan escribiendo el Apocalipsis. La portada lateral se distingue por sus columnas, arco y friso también bellamente ornamentado. Sus torres fueron destruidas por los bombardeos de 1853, pero fueron reconstruidas hasta 1957, bautizándolas el vulgo como las "torres niñas" por ser las más jóvenes de Puebla. Es de destacar el trabajo realizado por el maestro artífice de la talla en piedra Jesús Corro Soriano quien fue el autor de las hermosas filigranas de las dos torres de San Cristóbal.

## Interior
El interior del templo esta profusamente ornado con figuras marianas desde el sotocorro hasta la bóveda y cúpula, igualmente encuadrados con gran riqueza de relieves, que a diferencia de la Capilla del Rosario, son menos vistosos pero de mayor complejidad.
La cúpula está considerada una verdadera obra de arte, con un medallón central que representa a la Inmaculada Concepción un conjunto angelical en la media naranja con imágenes de santas vírgenes y mártires, aunado a esto los marcos en relieve de las ventanas y los ángeles marianos de las pechinas, siendo protagónicos de la escena celestial los propios padres de la Virgen María San Joaquín y Santa Ana, ubicados en los brazos del crucero. 

## Galería de imágenes

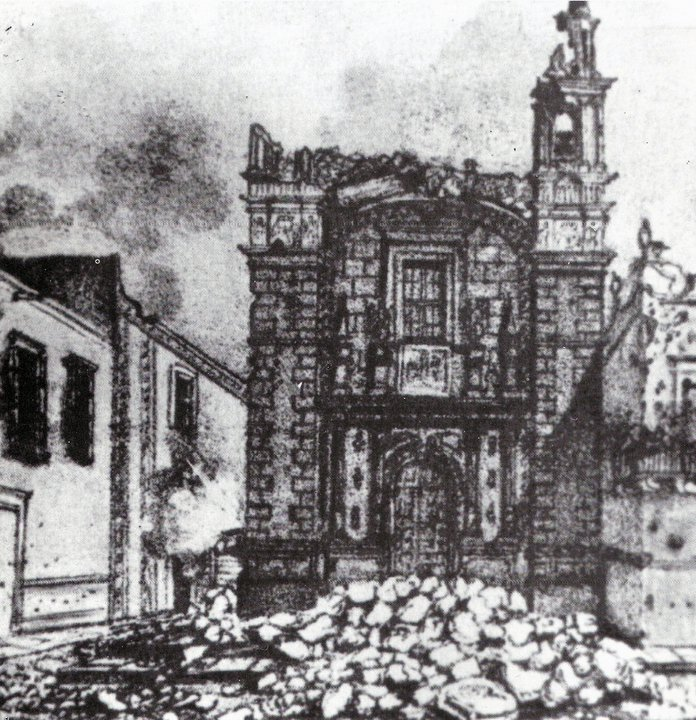
Aspecto ruinoso del templo de San Cristóbal después del segundo sitio de 1856, durante la guerra entre conservadores y liberales. Las torres se volvieron a edificar hasta 1954.
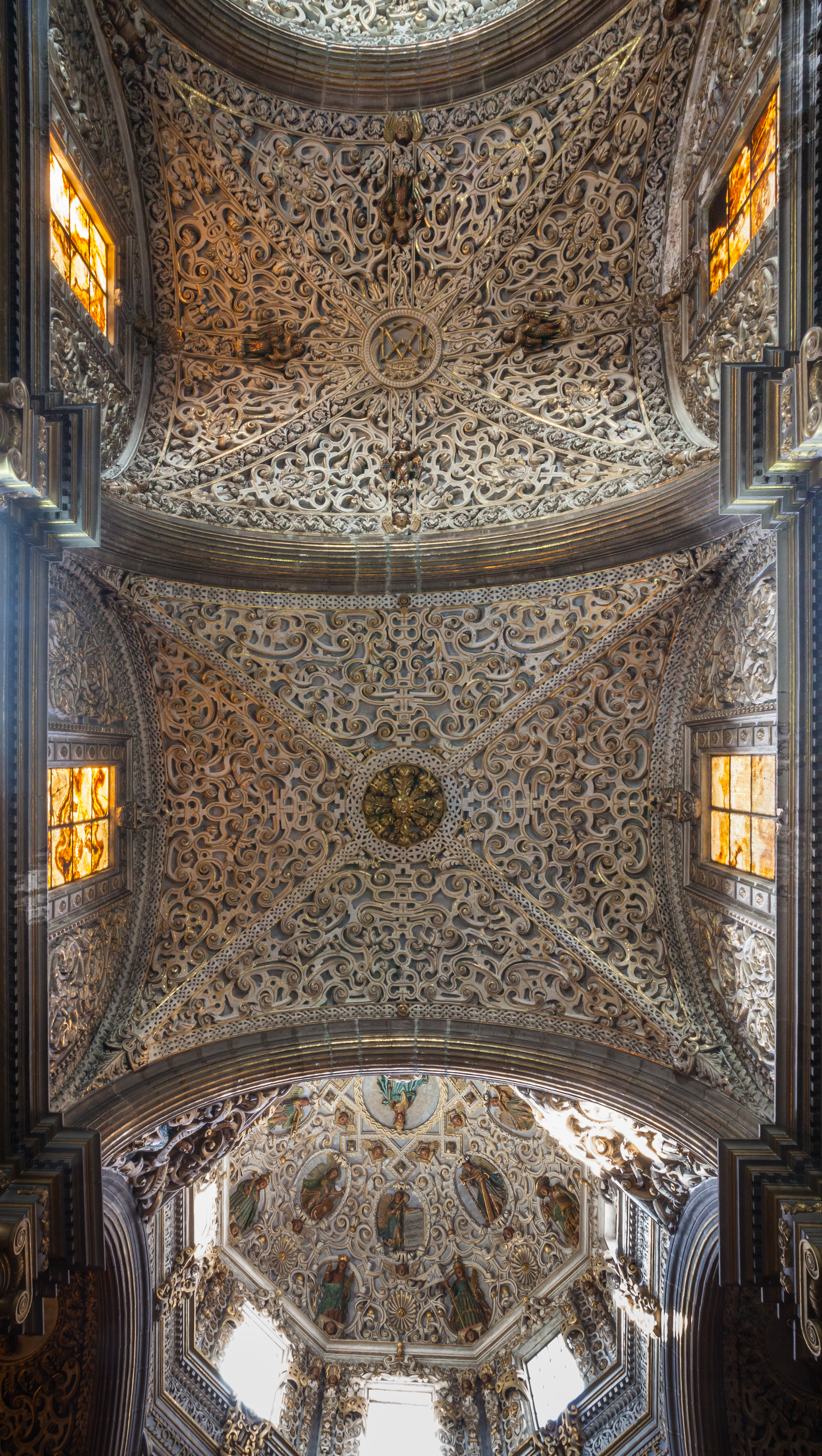
Bóveda del templo.
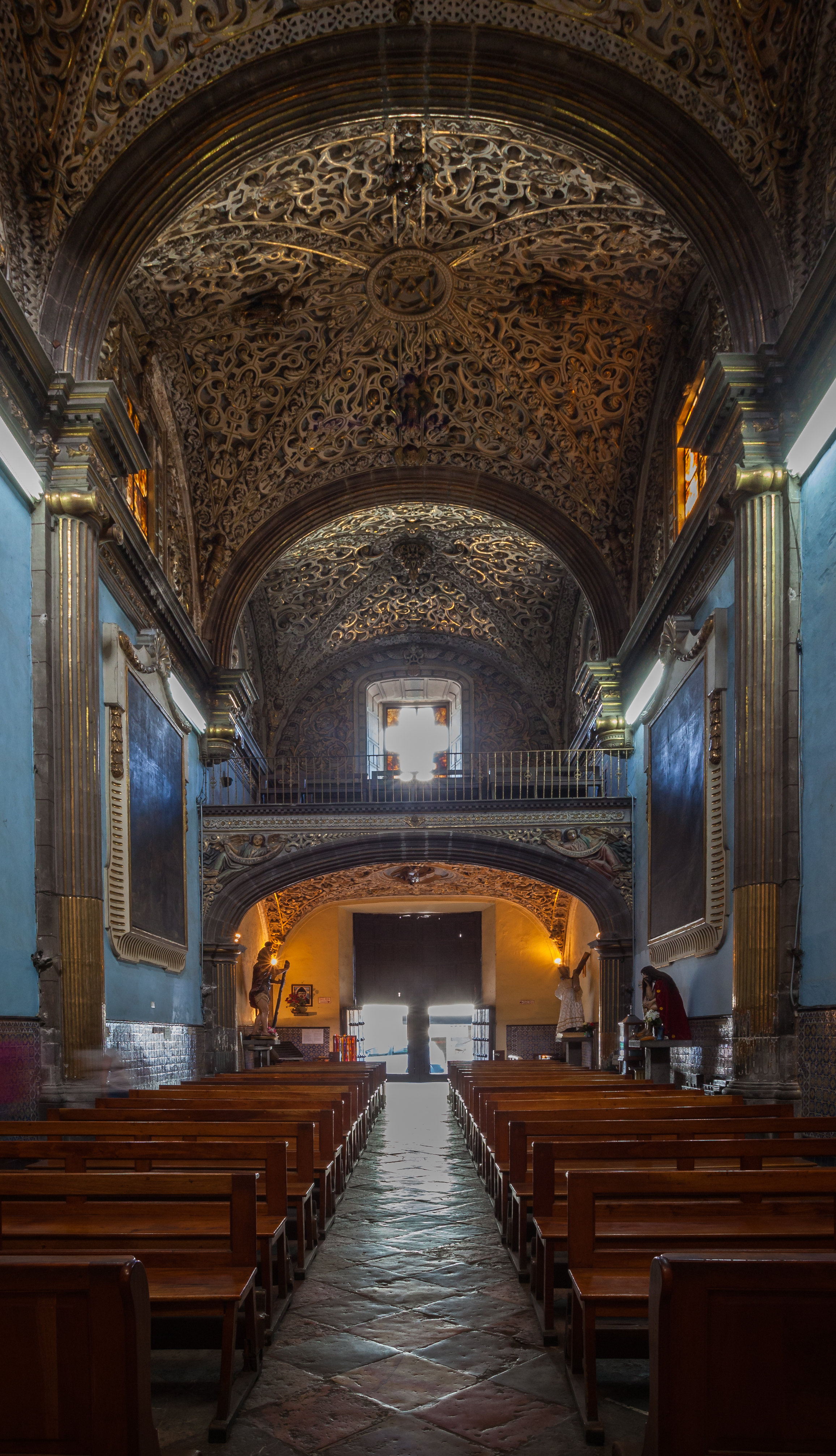
Vista del interior desde el altar.
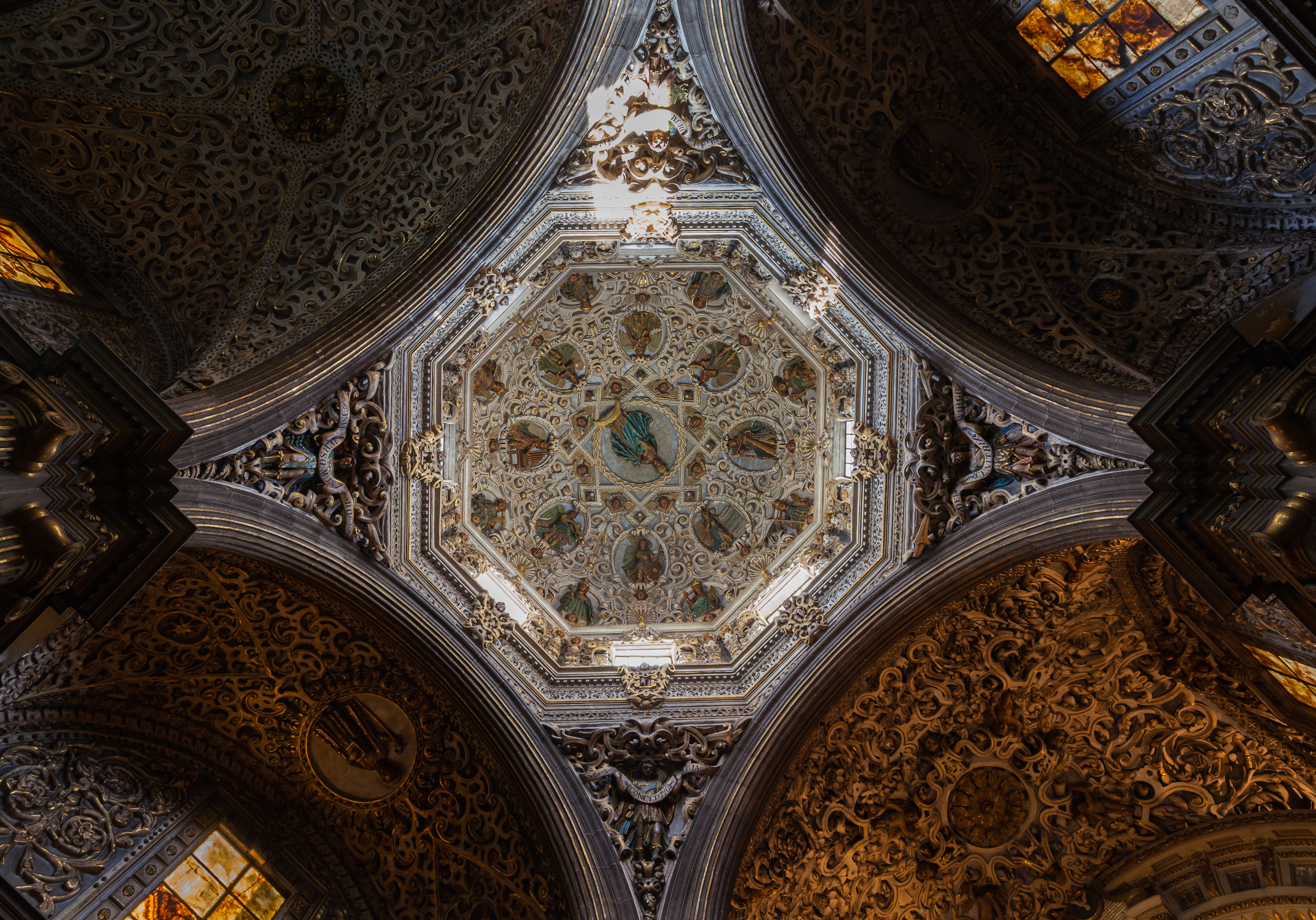
Bóveda.
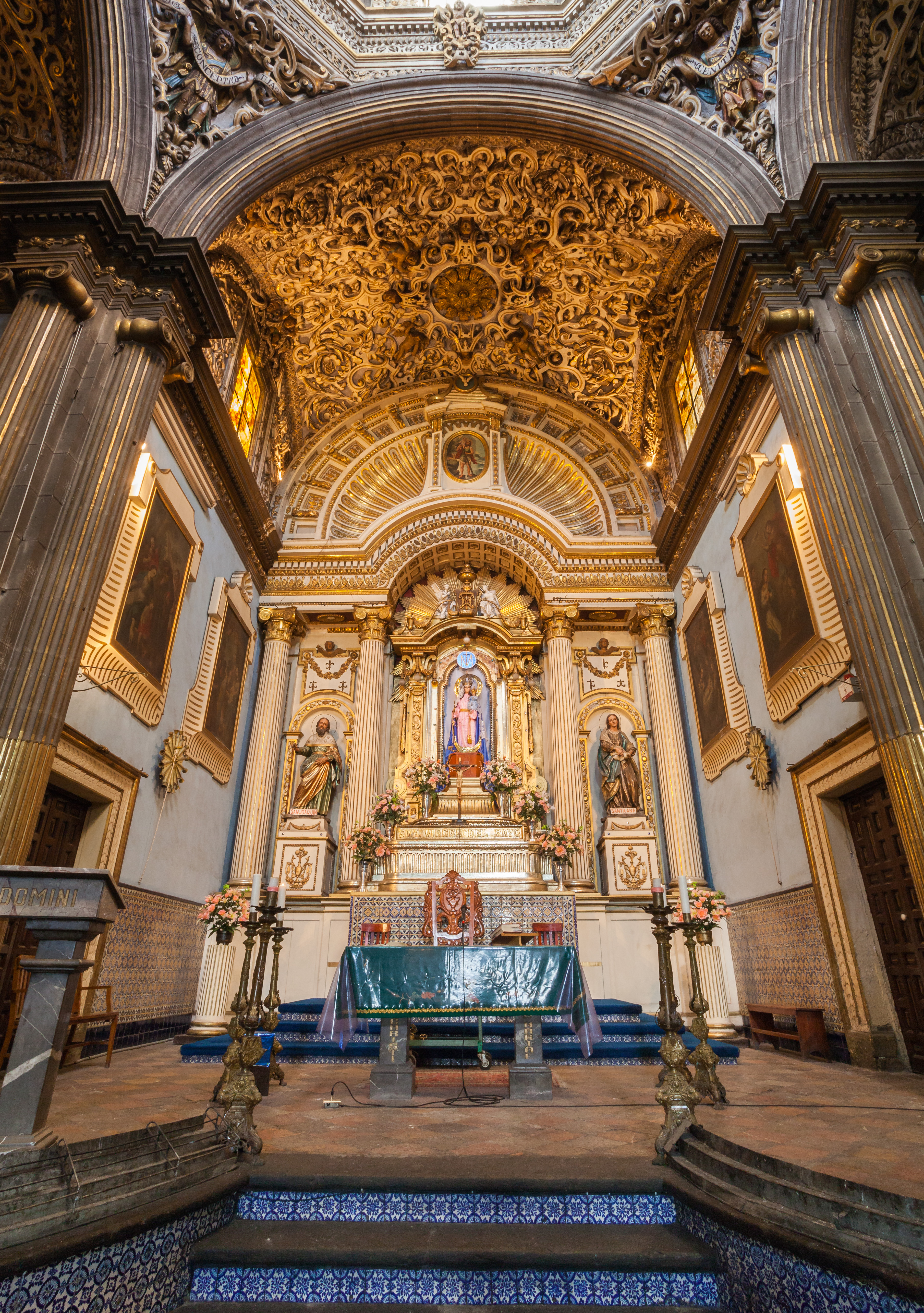
Altar.
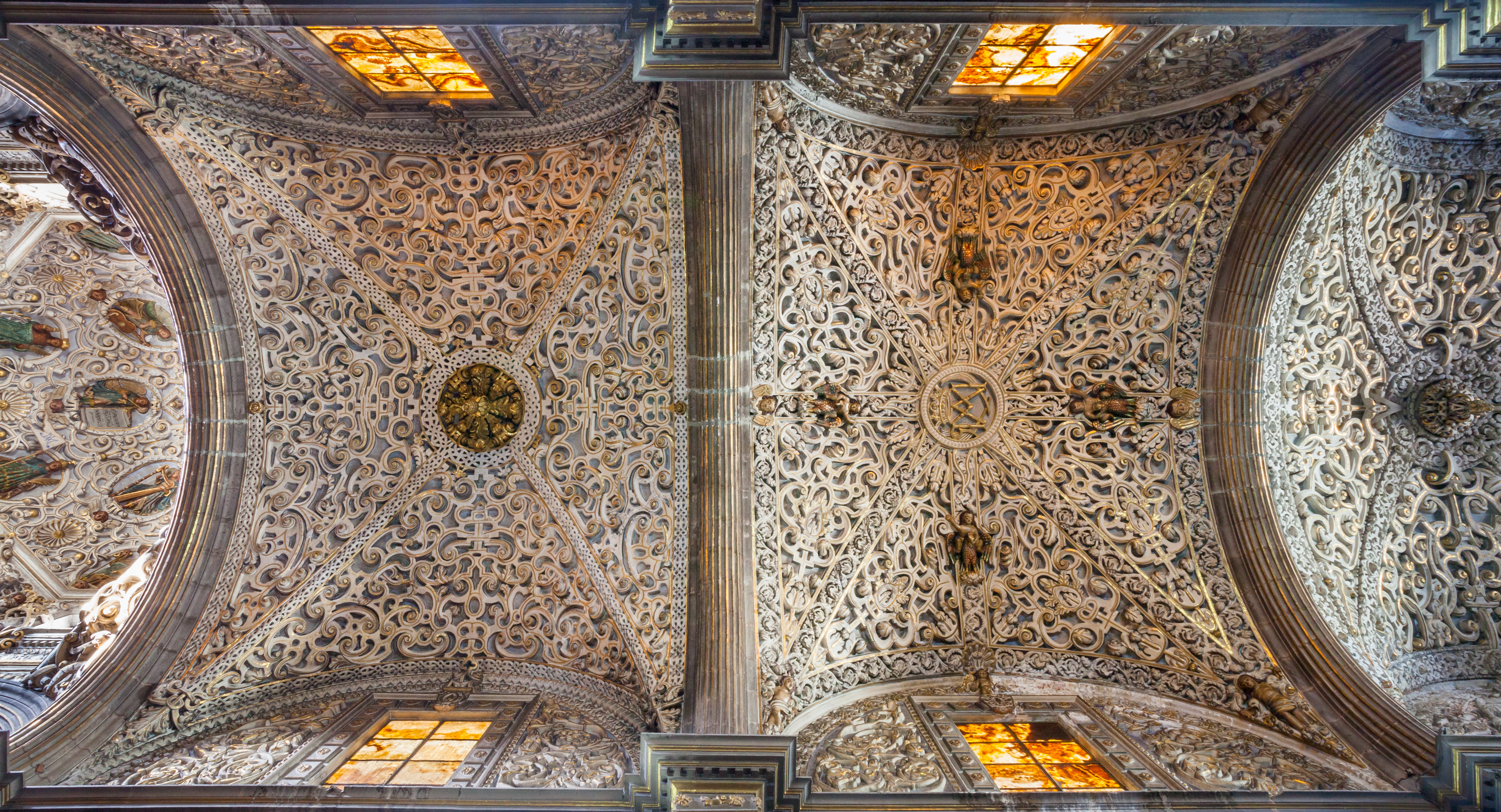
Techo.
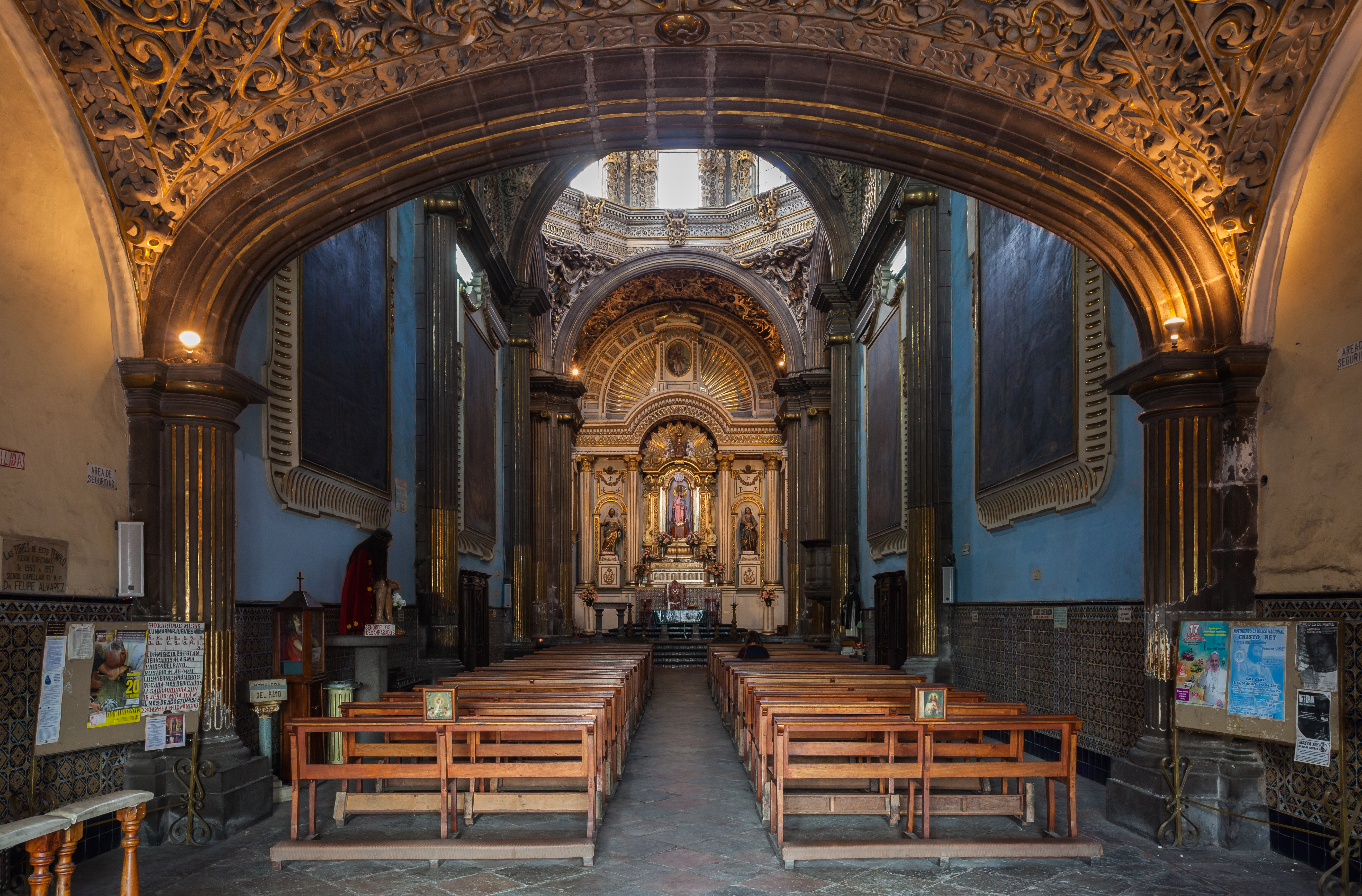
Vista general del interior.
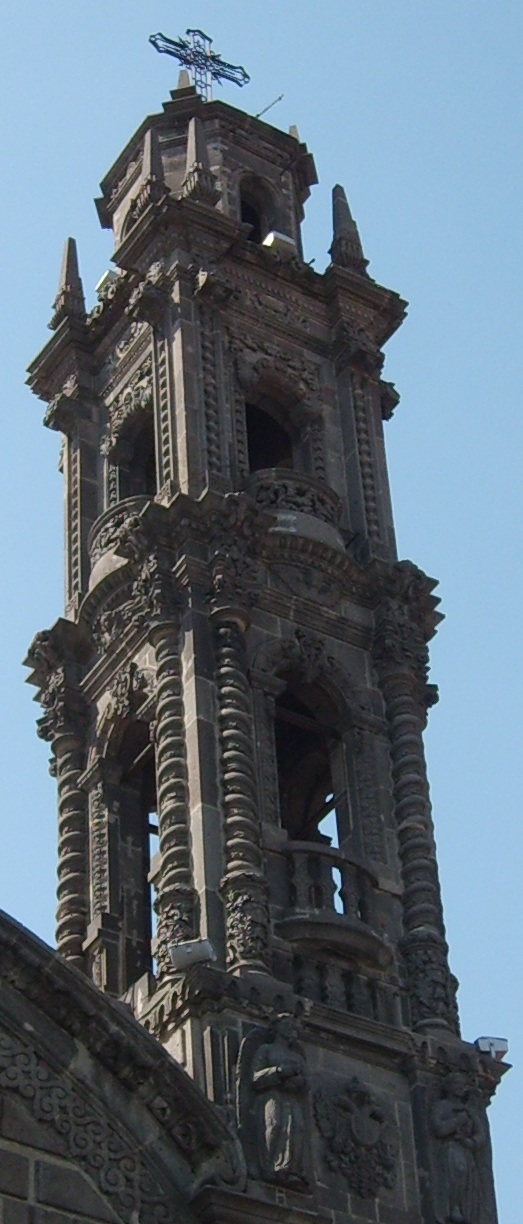
Una de las torres de San Cristóbal, obra del artífice de la talla en piedra Jesús Corro Soriano.